# Watertreders
De watertreders (Haliplidae) zijn een familie van kevers. De familie is voor het eerst wetenschappelijk beschreven in 1836 door Aubé. Het aantal soorten in de familie is ongeveer 200, waarvan 20 inheems zijn in Nederland.

## Taxonomie
De familie omvat de volgende geslachten:
- Algophilus Zimmermann, 1924
- Apteraliplus Chandler, 1943
- Brychius Thomson, 1859
- Cretihaliplus Ren, Zhu & Lu, 1995  †
- Haliplus Latreille, 1802
- Peltodytes Régimbart, 1879